# Кшиве (Мазовецьке воєводство)
Кшиве (пол. Krzywie) — село в Польщі, у гміні Гостинін Ґостинінського повіту Мазовецького воєводства.
Населення — 234 особи (2011).
У 1975-1998 роках село належало до Плоцького воєводства.

## Демографія
Демографічна структура станом на 31 березня 2011 року:
|          | Загалом | Допрацездатний вік | Працездатний вік | Постпрацездатний вік |
| -------- | ------- | ------------------ | ---------------- | -------------------- |
| Чоловіки | 113     | 27                 | 75               | 11                   |
| Жінки    | 121     | 22                 | 76               | 23                   |
| Разом    | 234     | 49                 | 151              | 34                   |